# Sorghum propinquum
Sorghum propinquum är en gräsart som först beskrevs av Carl Sigismund Kunth, och fick sitt nu gällande namn av Albert Spear Hitchcock. Sorghum propinquum ingår i släktet durror, och familjen gräs. Inga underarter finns listade i Catalogue of Life.